# Grotnik
Grotnicy – grupa książęcej ludności służebnej okresu wczesnopiastowskiego, która wyrabiała żelazne groty do strzał i zapewne do włóczni  . Wyodrębniła się ona z grupy kowali .
Określenie to zachowało się w nazwie miejscowej Grotniki, którą nosi w Polsce kilka osad, leżących w sąsiedztwie starych i ważnych grodów  .